# Biblioteka Narodowa w Belgradzie
Biblioteka Narodowa w Belgradzie (serb. Народна библиотека Србије, NLS) – serbska biblioteka narodowa w Belgradzie założona w 1832 roku. Jest najstarszą instytucją kultury w kraju.

## Historia
Biblioteka została założona w 1832 roku przez księgarza i wydawcę Gligorijea Vozarovića, który podarował bibliotece pierwsze książki. 28 lutego 1832 roku Dimitrije Davidović wysłał w tej sprawie list do księcia Miłosza I Obrenowića. Na pamiątkę tego wydarzenia w dniu tym od 2020 roku w Serbii jest obchodzony dzień Biblioteki Narodowej. Miłosz I Obrenowić w listopadzie nakazał, a by przekazywać jedną kopię każdej drukowanej książki do biblioteki. Przez pierwszy rok biblioteka funkcjonowała w budynku księgarni., a potem została przeniesiona do drukarni państwowej.
Podczas I wojny światowej w czasie bombardowania budynek i część zbiorów zostało zniszczonych. To co pozostało przeniesiono z Belgradu do Niszu i Kragujevaca, część trafiło do Sofii. Podczas tej akcji cześć zbiorów bezpowrotnie zaginęła. W tym trzy najcenniejsze serbskie manuskrypty: Nikolsko jewandziele, Prizrenski prepis Duszanowog zakonika i Zbornik popa Dragola. Po wojnie w 1919 roku została wydana ustawa o Bibliotece Narodowej. Biblioteka stała się centralną biblioteką państwową i uzyskała prawo do egzemplarza obowiązkowego z Królestwa Serbów, Chorwatów i Słoweńców. Ponieważ budynek był zniszczony w 1920 roku kupiono budynek fabryki papierów wartościowych i tam po dwuletnim remoncie została otwarta biblioteka w 1922 roku.

### Po II wojnie światowej
Bombardowanie podczas II wojny światowej całkowicie zniszczyło budynek i zbiory. Po wyzwoleniu Belgradu w 1944 roku rozpoczęła się odbudowa biblioteki. Biblioteka została otwarta 20 kwietnia 1947 roku w budynku dawnego hotelu. Decyzją Ministerstwa Edukacji do biblioteki przekazano zbiory z: Biblioteki Sądu (20709 tomów) Senatu, część biblioteki Zgromadzenia Narodowego i Bibliotekę Towarzystwa Świętego Sawy. Zakupiono również zbiory prywatne i otrzymano w formie darowizny biblioteki: etnologa Tihomira Đorđevicia i Milana Rakicia. W 1954 roku podjęto decyzję o budowie nowego budynku, którego projekt przygotowała Ivo Kurtović. Kamień węgielny został wmurowany 20 października 1966 roku. Został on otwarty 6 kwietnia 1973 roku. Budynek ma 24 tys. m². Ponieważ zbiory wciąż się powiększają 28 lutego 2020 podczas dnia Biblioteki Narodowej minister kultury i informacji Vladan Vukosavljević zapowiedział na 2023 rok oddanie nowych magazynów.

## Zbiory
Katalog on-line biblioteki zawiera ponad 665 tys. rekordów bibliograficznych, reprezentujących zbiory różnych typów dokumentów. W zbiorach biblioteki w 2020 roku znajdowało się 6 mln woluminów.
Biblioteka posiada prawo otrzymywania egzemplarza obowiązkowego; nadaje również numery ISBN, ISSN, ISMN, ISAN i DOI.
W 2003 roku rozpoczęto digitalizację zbiorów biblioteki, tworząc Virtuelne biblioteke Srbije (VBS). Na początku 2012 roku biblioteka cyfrowa zawierała ponad 1,5 mln zdigitalizowanych dokumentów.